# Альберт фон Беррер
Альберт Беррер, з 1899 року — фон Беррер (нім. Albert von Berrer; 8 вересня 1857 — 28 жовтня 1917) — німецький воєначальник, генерал-лейтенант Імперської армії. Кавалер ордена Pour le Mérite.

## Біографія
В 1874 році вступив у 119-й гренадерський полк. З листопада 1878 року служив в Командуванні Кальва, з вересня 1880 року — знову в 119-м гренадерському полку, з червня 1886 року — в 125-му піхотному полку. В жовтні 1886 року вступив в Прусську військову академію. Після завершення навчання повернувся в 125-й піхотний полк. В квітні 1891 року в переведений в штаб 4-ї піхотної дивізії.
У березні 1897 року переведений на службу у військове міністерство Вюртемберга. 2 роки по тому Беррер став командиром 3-го батальйону 121-го піхотного полку. З квітня 1901 року — офіцер штабу 16-го корпусу, дислокованого в Меці. З грудня 1902 року служив в Генеральному штабі, де також став начальником відділу, а в грудні 1904 року очолив штаб 8-го корпусу, розташованого в Кобленці. З квітня 1907 року — командир 180-го піхотного полку, з квітня 1910 року — 52-ї піхотної бригади, дислокованої в Людвігсбурзі, з лютого 1913 року — 31-ї піхотної дивізії.
На початку Першої світової війни 31-а піхотна дивізія разом з 42-ю дивізією увійшла в 21-й корпус під командуванням Фріца фон Белова. Беррер взяв участь в битві при Лотарингії, після чого дивізія була перебазована в північну частину фронту, де зайняла позиції на річці Сомма. У січні 1915 року дивізія була перекинута на Східний фронт, де взяла участь у Другій битві на Мазурських озерах.
З серпня 1916 року — командир 200-ї стрілецької дивізії. Наступного місяця очолив 51-й корпус. Беррер досяг успіху в придушенні наступу Керенського і в контратаці, яка відбулась після взяття Тернополя. Після цих успіхів корпус був перекинутий на Італійський фронт для наступу в складі щойно сформованої 14-ї армії, якою командував Отто фон Белов. Беррер очолив групу «Беррер», сформовану на базі підрозділів 51-го корпусу. В битві при Кобариді група прорвала італійські позиції.
Під час наступу частини під командуванням Беррера найбільш успішно переслідували переможених італійців, захопивши в полон велику кількість італійських солдатів. Беррер отримав повідомлення про те, що його підрозділи зайняли Удіне, і направився в місто. Однак це повідомлення було помилковим, і машина Беррера в'їхала в Сан-Готтардо до того, як його зайняли німецькі частини. Розташовані там італійські солдати застрелили Беррера, коли він намагався сісти в автомобіль
Альберт фон Беррер був похований 22 грудня 1917 року в Штутгарті на кладовищі Прагфрідгоф. На похороні був присутній король Вільгельм II, який особисто поклав вінок на могилу генерала.

## Звання
- Доброволець (14 вересня 1874)
- Фенріх портупеї (12 квітня 1875)
- Другий лейтенант (7 лютого 1876)
- Перший лейтенант (14 червня 1886)
- Гауптман (22 березня 1891)
- Майор (22 березня 1897)
- Оберстлейтенант (11 вересня 1903)
- Оберст (25 травня 1906)
- Генерал-майор (17 травня 1910)
- Генерал-лейтенант (18 лютого 1913)

## Нагороди
- Орден Червоного орла
  - 4-го класу
  - 3-го класу
  - 2-го класу з мечами (1915)
- Орден Фрідріха (Вюртемберг)
  - лицарський хрест 1-го класу
  - командорський хрест 2-го класу
  - великий хрест з мечами (січень 1917)
- Столітня медаль
- Орден Вюртемберзької корони
  - лицарський хрест (1899)
  - командорський хрест
- Орден Корони (Пруссія)
  - 3-го класу
  - 2-го класу
  - 1-го класу з мечами
- Орден Альберта (Саксонія), офіцерський хрест
- Хрест «За вислугу років» (Вюртемберг) 1-го класу (25 років)
- Залізний хрест 2-го і 1-го класу
- Орден «За військові заслуги» (Вюртемберг), лицарський хрест (1 листопада 1914)
- Pour le Mérite (27 серпня 1917)

## Вшанування пам'яті
В часи Третього Рейху табір Імперської служби праці 5/266 носив почесну назву «Генерал фон Беррер».